# Muhammad Husayn al-Dhahabi
Muḥammad Ḥusayn al-Dhahabī (in arabo محمد حسين الذهبي‎?); Matubas, 19 ottobre 1915 – Il Cairo, 1977) è stato un docente e politico egiziano, morto assassinato per mano di un gruppo fondamentalista terrorista egiziano.

## Biografia
L'imam dott. Muḥammad Ḥusayn al-Dhahabī nacque in un villaggio del Governatorato di Kafr al-Shaykh. Studiò al Cairo nella Facoltà di Sharīʿa dell'Università di al-Azhar, laureandosi nel 1939. Raggiunse dapprima il livello al-'Ālimiyya (in arabo العالمية‎?, equivalente alla qualifica di "dotto" (in arabo عالم‎?, ʿālim), e nel 1946 quello di professore di Scienze coraniche (fregiandosi quindi del titolo di Ustadh fī ʿulūm al-Qurʾān (in arabo أستاذ في علوم القرآن‎?) al termine dei suoi studi nella Facoltà di Uṣūl al-dīn (Fonti del diritto) nella stessa Università di al-Azhar, dove aveva presentato una tesi sul Tafsīre sui Mufassirūn (Esegesi coranica e suoi esegeti).
Muḥammad Ḥusayn al-Dhahabī operò nella Facoltà di Sharīʿa dell'Università di al-Azhar per trasferirsi nel 1958 nell'Università del Kuwait. Tornò in patria nel 1971, essendo stato nominato professore nella Facoltà di Uṣūl al-dīn (Fondamenti della religione islamica), di cui divenne poi Preside (ʿamīd). Ricoprì nel 1975 la carica di Segretario Generale dell'Accademia delle Ricerche Islamiche (in arabo مجمع البحوث الإسلامية‎?, Majmaʿ al-Buḥūth al-islāmiyya).
Fu ministro degli Awqāf e degli Affari di al-Azhar fino al novembre del 1976. Nel 1975 - pur essendo di idee salafite egli stesso - aveva scritto sulla Majallat al-Azhar (La rivista di al-Azhar) un pamphlet riguardante la dottrina del gruppo fondamentalista egiziano in cui accusava quel movimento di contiguità con il Kharigismo.
Fu sequestrato in casa sua, in pieno Cairo, la notte del 3 luglio del 1977 da esponenti armati mascherati da poliziotti appartenenti all'organizzazione al-Takfīr wa l-Hijra e - dopo che le autorità egiziane avevano rifiutato di accondiscendere a varie loro richieste, poste come condizione per il suo rilascio, tra cui il rilascio di molti suoi membri incarcerati, le scuse della stampa che ironizzava sul gruppo e la somma di 200.000 lire egiziane in banconote usate, non segnate, senza annotazione dei numeri di serie - Muḥammad Ḥusayn al-Dhahabī fu assassinato dal gruppo che faceva capo a Shukrī Muṣṭafā e il suo cadavere scoperto il 7 luglio 1977.

## Opere
Tra i suoi vari lavori a stampa si ricordano:
- al-Tafsīr wa l-Mufassirūn
- La rivelazione e il Nobile Corano (الوحي والقرآن الكريم)
- Tendenze devianti nell'esegesi del Nobile Corano. Motivazioni e loro confutazione (الاتجاهات المنحرفة في تفسير القرآن الكريم دوافعها ودفعها)
- Esegesi di Ibn ʿArabī al Corano. Sue verità e rischio (تفسير ابن عربي للقرآن حقيقته وخطره)
- Le Isrāʾīliyyāt[2] nel Tafsīr e nei ʾaḥādīth (الإسرائيليات في التفسير والحديث)
- L'impatto dell'istituzione dei "limiti"[3] nella costruzione della società (أثر إقامة الحدود في استقرار المجتمع)
- L'interesse dei musulmani per la Sunna (عناية المسلمين بالسنة)
- Introduzione alle scienze tradizionistiche, l'Islam e le religioni celesti (مدخل لعلوم الحديث والإسلام والديانات السماوية)